# Oedenoderini
Oedenoderini son una  tribu de coleópteros polífagos crisomeloideos de la familia Cerambycidae. Comprende un solo género Oedenoderus con las siguientes especies.

## Especies
- Oedenoderus pupa Chevrolat, 1858
- Oedenoderus sphaericollis (Chevrolat, 1855)